# Little Hallingbury
 (avril 2023).
Little Hallingbury est un village et une paroisse civile de l'Essex, en Angleterre.